# Anne Enright
Anne Teresa Enright (Dublín, 11 de octubre de 1962) es una escritora irlandesa. Ha publicado media docena de novelas, muchos cuentos y un trabajo de no ficción titulado Making Babies: Stumbling into Motherhood, sobre el tiempo que pasó en las maternidades de Dublín. Su obra explora temas como los ángeles, la familia, el amor, el parto, la maternidad, la Iglesia católica y la forma del cuerpo femenino. Ganó el premio Booker en 2007 por su novela El encuentro. 